# 後藤縫殿助
後藤 縫殿助（ごとう ぬいのすけ）は、江戸時代に代々呉服師を手がけた後藤家の当主が名乗った名称である。江戸幕府の御用達呉服師として仕え、彫金師の彫物後藤および小判鋳造を手がけた金座後藤庄三郎家と区別するため呉服後藤（ごふくごとう）とも呼ばれた。また後藤縫之助と書かれる場合もある。

## 概要
初代松林は『呉服師由緒書』では徳川家康が岡崎城に在住当時から呉服御用達を勤め、また家康の側近として緒事御用を勤める特権商人であったとしている。二代目源左衛門忠正は永禄4年（1561年）に島津家から養子縁組している。三代将軍徳川家光の時代、寛永4年（1627年）に忠正の次男益勝が縫殿助を名乗り四代目となり、以後代々縫殿助を襲名した。
元和年間(1615年-1624年）の二代忠正の時には呉服師六軒仲間が形成され、後藤縫殿助は六軒仲間の筆頭にあった。
- 後藤縫殿助
- 茶屋四郎次郎
- 亀屋源太郎
- 三島吉之進
- 上柳平左衛門
- 茶屋長曾

後藤縫殿助は江戸呉服町（東京都中央区八重洲一丁目）に屋敷を拝領し、対岸の本町一丁目（日本橋本石町）の金座後藤庄三郎屋敷との間の日本橋川に一石橋が架けられ、これは両後藤家の五斗-五斗を足して一石となることに由来し、橋の修復は両後藤家が請負った。
寛文8年（1668年）には幕府が倹約令を公布し、江戸の呉服屋らに奢侈品である高価な呉服を番所に提出させられ、呉服屋は多大な損害を被った。その救済策として亀戸に銭座を設立し、後藤縫殿助ら呉服師六軒仲間に寛永通寳文銭の鋳造を請負わせた。また正徳4年（1714年）にも亀戸において呉服師六軒仲間が寛永通寳耳白銭の鋳造を請負った。
元禄期には越後屋三井家など多くの呉服師が追加され、既存の呉服師らは経営が窮地に陥った。また享保期には八代将軍徳川吉宗による大奥の縮小を伴う享保の改革により公儀呉服師も減少させられた。それでも幕府による救済策により後藤縫殿助の呉服所は幕末まで継続した。
天明2年（1782年）から一時的に米切手改役を兼帯して大坂に会所を設けていたが成果が上がらず、天明6年（1786年）には免ぜられた。
|          | 家督              | 続柄               | 室 | 生                 | 没                |
| -------- | ----------------- | ------------------ | -- | ------------------ | ----------------- |
| 初代松林 |                   |                    |    |                    |                   |
| 二代忠正 |                   | 島津家から養子縁組 |    |                    |                   |
| 三代忠直 |                   | 忠正の長男         |    |                    | 慶長8年（1603年） |
| 四代     | 寛永4年（1627年） | 忠正の次男         |    | 天正15年（1587年） |                   |
| 五代     |                   |                    |    |                    |                   |